# لايتون باركس
لايتون باركس (بالإنجليزية: Leighton Parks)‏ هو موظف ديني ‏ أمريكي، ولد في 1852، وتوفي في 1938.